# Романюк Леонід

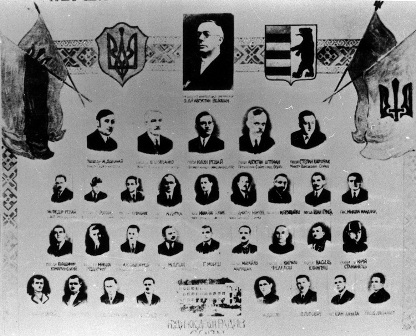
Посли Сойму Карпатської України.
По центру: Президент Карпатської України о. Августин Волошин; Перший ряд зліва направо: Микола Долинай, Юлій Бращайко, Юліян Ревай, Августин Штефан, Степан Клочурак; Другий ряд: Федір Ревай, Степан Росоха, Леонід Романюк, Августин Дутка, Михайло Тулик, Дмитро Німчук, Михайло Бращайко, Іван Грига, Микола Мандзюк; Третій ряд: Володимир Комаринський, Микола Різдорфер, Антон Ернест Олдофреді, Мілош Дрбал, Григорій Мойш, Михайло Марущак, Кирило Феделеш, Василь Климпуш, о. Юрій Станинець; Четвертий ряд: Василь Щобей, Іван Ігнатко, Юрій Пазуханич, Іван Перевузник, Адальберт Довбак, Петро Попович, Іван Качала, Василь Лацанич

Леонід Романюк (нар. 10 березня 1898 — пом. ?) — український політичний діяч, посол Сойму Карпатської України, секретар сойму на еміграції.

## Життєпис

Посли Сойму Карпатської України. Зліва направо, зверху вниз: Юліян Ревай, Августин Волошин, Степан Клочурак, Леонід Романюк, Федір Ревай, Августин Штефан, Степан Росоха, Августин Дутка, Юлій Бращайко, Микола Долинай,
Василь Щобей, Володимир Комаринський, Михайло Бращайко, Петро Попович, Василь Климпуш

У чехословацький період працював у філії Підкарпатського банку в Мукачеві. 
Мав вищу освіту та був членом «Просвіти», часто виступав у селах із лекціями, допомагав редагувати просвітянський часопис «Світло», брав активну участь у роботі багатьох мукачівських культурно-освітніх організацій.
У часи автономного уряду Підкарпатської Русі — Карпатської України в Хусті організував у міністерстві господарства торговельний відділ і як експерт їздив із міністром господарства Юліаном Реваєм по округах вивчати потреби населення у відбудові шляхів сполучення і мостів, експорту лісу, харчових продуктів.
Коли в грудні 1933 року у Празі була утворена Державна господарська рада Чехословаччини, від Карпатської України до неї ввійшло 5 представників, серед яких поряд із Степаном Клочураком, Вікентієм Шандором та іншими був і Леонід Романюк.

### Посол Сойму Карпатської України
У січні 1939 року став членом чесько-українського товариства, 12 лютого того ж року обраний послом Сойму Карпатської України, а на засіданні сойму – його писарем. У березні 1939 року був включений до складу урядової делегації на економічні переговори в Берлін.

### На еміграції
Після окупації Карпатської України опинився в еміграції, зокрема у Сполучених Штатах Америки, а потім у Канаді. Виконував функцію секретаря Сойму у вигнанні.
У 1983 році був обраний почесним членом Братства «Карпатська січ» у Торонто.